# Moloma
A Moloma (oroszul: Молома) folyó Oroszország európai részén, a Kirovi területen; a Vjatka jobb oldali mellékfolyója.

## Földrajz
Hossza: 419 km, vízgyűjtő területe: 12 700 km², évi közepes vízhozama (a torkolattól 196 km-re): 47,7 m³/s.
A Kirovi terület északnyugati részének folyója. A Vologdai terület határán, az Észak-orosz-hátság (orosz nyelvhasználatban: Északi Uvalok) északi mocsaraiból ered és a hátságon keresztül széles völgyben délkelet felé halad. A torkolat közelében ágakra bomlik és Kotyelnyics előtt 10 km-rel ömlik a Vjatkába. 
Vegyesen eső és főként hóolvadék táplálja. November elején befagy és április végén szabadul fel a jég alól. A tavaszi magasvíz idején középső és alsó folyása hajózható. Leghosszabb mellékfolyója a bal oldali Kuzjug (132 km.)
A medence nagy részét tajga borítja. Az erdőkben kitermelt fát évtizedek óta úsztatva továbbítják lefelé a folyón. Partján városok, nagyobb ipari üzemek nincsenek. 